# بریانتزا ۷۱۹۹
سیارک ۷۱۹۹ (به انگلیسی: 7199 Brianza، نامگذاری:1994FR) هفت هزار و صد و نود و نهمین سیارک کشف شده‌است که در ۲۸ مارس ۱۹۹۴ کشف شد.
قدر مطلق سیارک برابر ۱۳٫۴۰ است.